# Winton (Kumbria)
Winton – wieś w Anglii, w Kumbrii, w dystrykcie (unitary authority) Westmorland and Furness. Leży 60 km na południowy wschód od miasta Carlisle i 363 km na północny zachód od Londynu. W 2001 miejscowość liczyła 213 mieszkańców.